# ویننگتسا (شهرستان پووتوسک)
ویننگتسا (به لاتین: Winnica) یک روستا در لهستان است که در گمینا ویننگتسا واقع شده‌است. ویننگتسا ۵۶۰ نفر جمعیت دارد.